# 皮亚托夫斯卡亚市镇
皮亚托夫斯卡亚市镇（俄语：Муниципальное образование «Пятовское»）是俄罗斯联邦沃洛格达州托季马区所属的一个市镇。其下辖有58个居民点，行政中心为皮亚托夫斯卡亚。据2015年统计，该市镇的人口为5251人。